# من شکسته‌ام
«من شکسته‌ام» (به انگلیسی: I'm Broken) تک‌آهنگی از گروه موسیقی هوی متال پنترا است که در سال ۱۹۹۴ میلادی منتشر شد.